# Frontière entre l'Irak et la Turquie
La frontière entre l'Irak et la Turquie est la frontière séparant l'Irak et la Turquie.

## Conflits
Les forces armées turques font régulièrement des incursions en territoire irakien afin bombarder le PKK.
Les incursions turques se font généralement de moins de 10 km à pied avec du soutien par l'armée de l'air qui bombarde les montagnes et les grottes au nord de l'Irak.